# Jacques Boudeville
Pour les articles homonymes, voir Boudeville (homonymie).
Jacques Raoul Boudeville, né le 25 mars 1919 à Paris et mort le 17 juillet 1975 à Bagnes en Suisse,, est un économiste français, spécialiste de l'économie des territoires.

## Biographie
Il est professeur à la faculté de droit et de sciences économiques de Paris jusqu'en 1968.
Dans le sillage de François Perroux, il a appliqué la théorie des pôles de croissance aux cas brésilien et français et entamé dans les années 1960, avec Michel Rochefort, un rapprochement entre les géographes et les économistes.

### Les espaces économiques
Boudeville explore les espaces économiques avec des exemples illustratifs présentés dans cette étude. L'auteur intègre l'espace économique comme paramètre de l'espace géographique et, enfin, exprime les résultats dans un espace mathématique qui sert d'outil aux économistes. L'espace que les gens habitent interagit avec la géographie, générant des déformations spatiales. De ce postulat surgissent des questions auxquelles répond le contenu de l'intrigue. Le développement urbain s'oppose au rural, la localisation des établissements humains de différentes tailles, la localisation des entreprises, des industries. L'analyse de tous ces facteurs dans différentes parties de l'Europe et de l'Amérique, par le biais de groupes de recherche spécifiques, permet d'obtenir des moyens de construire plus d'harmoniques, conformément aux orientations économiques évaluées.

### Héritage
L'influence de l'héritage proposé par Boudeville est montrée dans les articles qui citent son œuvre. Ainsi son article de 1973 sur la pollution des agglomérations alsaciennes, Analyse économique de la pollution atmosphérique: l'exemple de l'Alsace. est cité dans des articles de recherche tels que Walter Isard's Contributions to Environmental Economics and Ecological Economics, publié en 2014, Is the cold the only reason why we heat our homes? Preuve empirique à partir de données de séries spatiales, publiée en 2017, ou Étude expérimentale des émissions réglementées et non réglementées d'un moteur diesel utilisant des carburants à base de charbon publiée en 2020, entre autres.
Les propositions de Boudeville sur le contrôle économique de la pollution sont reprises dans ces décennies du XXIe siècle avec l'application de modèles hiérarchiques. Ainsi, l'ambassadeur Vicente Blanco Gaspar a écrit L'OCDE et l'écologie, préparé à l'université Panthéon-Sorbonne, dans les années 1972-1974, lors de sa collaboration avec Boudeville,.

## Publications
- L'espace et les Pôles de Croissance, 1968, Puf, Paris[11].
- Les espaces économiques, 1970, Puf, Paris, 126 p.[12]

### Articles
- 1965 Arbitraje entre regiones económicas. Estudios económicos, 4(7/8), 1–16[13].
- 1973 Economic analysis of atmospheric pollution: The example of Alsace. Regional and Urban Economics. Elsevier. Volume 3, Issue 1, February 1973, Pages 103-125[8]

## Remerciements et bibliographie
- 2022 La OCDE y la Ecología, Vicente Blanco Gaspar. Revista Diplomacia nº 155 de octubre de 2022, pp. 52 a 59[9],[10].
- 1985 Développement polarisé et politique régionale: en hommage à Jacques Boudeville. Ed.: Fondo de Cultura Económica, Antoni Kuklinski.  (ISBN 9681619552), 9789681619558[14].
- 1973 Amenagement du territoire et polarisation: Jacques R. Boudeville, Hansen, N. M. (Editions M.-Th. Genin, Librairies Techniques, Paris, 1972) 279 pp, Regional and Urban Economics, Elsevier, vol. 3(4), pages 413-414, November[15].